# Передача сигнала (биология)
Передача сигнала (сигнальная трансдукция, трансдукция, сигналинг, сигнализация, англ. signal transduction) — в молекулярной биологии термин «Передача сигнала» относится к любому процессу, при помощи которого клетка превращает один тип сигнала или стимула в другой.
Существование сложных многоклеточных организмов возможно благодаря координации биохимических процессов, протекающих в их клетках. Основой такой координации служат межклеточная коммуникация и передача сигнала внутри отдельных клеток. Вместе это даёт возможность одной клетке контролировать поведение остальных.
В большинстве случаев передача сигнала внутри клетки представляет собой цепь последовательных биохимических реакций, осуществляемых ферментами, часть из которых активируется вторичными посредниками. Такие процессы обычно являются быстрыми: их продолжительность — порядка миллисекунд в случае ионных каналов и минут — в случае активации протеинкиназ и липид-опосредованных киназ. Однако в некоторых случаях от получения клеткой сигнала до ответа на него могут проходить часы и даже сутки (в случае экспрессии генов). Пути передачи сигнала, или сигнальные пути, часто бывают организованы как сигнальные каскады (англ. signal cascade): количество молекул белков и других веществ, принимающих участие в передаче сигнала, возрастает на каждом последующем этапе по мере удаления от первоначального стимула. Таким образом, даже относительно слабый стимул может вызывать значительный ответ. Это явление называется амплификацией сигнала. Оригинальный термин англ. signal transduction впервые появился в реферируемых журналах в 1974 году, а в названии статьи фигурировал в 1979 году.
Нарушения в системе передачи сигналов могут привести к развитию рака, аутоиммунных заболеваний и диабета. Понимание механизмов передачи сигнала внутри клетки может привести к разработке методов лечения этих заболеваний и даже созданию искусственных тканей.

## Первичные посредники
Первичные посредники — это химические соединения или физические факторы (квант света, звук, внешняя температура, механические воздействия - давление, вибрация, сдвиг и другие), способные активировать механизм передачи сигнала в клетке. По отношению к воспринимающей клетке первичные посредники являются экстраклеточными сигналами. Стоит отметить, что в качестве экстраклеточных стимулов могут выступать и молекулы, в изобилии присутствующие внутри клетки, но находящиеся в норме в очень низкой концентрации в межклеточном пространстве (например, АТФ или глутамат). В зависимости от функций первичные посредники могут быть разделены на несколько групп:
- гормоны
- цитокины
- нейротрансмиттеры
- факторы роста

## Рецепторы
Получение клеткой сигнала от первичных посредников обеспечивается особыми белками-рецепторами, для которых первичные посредники являются лигандами. Для обеспечения рецепторной функции молекулы белков должны отвечать ряду требований:
1. обладать высокой избирательностью к лиганду;
2. кинетика связывания лиганда должна описываться кривой с насыщением, соответствующим состоянию полной занятости всех молекул рецепторов, число которых на мембране ограничено;
3. рецепторы должны обладать тканевой специфичностью, отражающей наличие или отсутствие данных функций в клетках органа-мишени;
4. связывание лиганда и его клеточный (физиологический) эффект должны быть обратимы, параметры сродства должны соответствовать физиологическим концентрациям лиганда.

Клеточные рецепторы делятся на следующие классы:
- мембранные
  - рецепторные тирозинкиназы
  - рецепторы, сопряжённые с G-белками
  - ионные каналы
- цитоплазматические
- ядерные

Мембранные рецепторы распознают крупные (например, инсулин) или гидрофильные (например, адреналин) сигнальные молекулы, которые не могут самостоятельно проникать в клетку. Небольшие гидрофобные сигнальные молекулы (например, трийодтиронин, стероидные гормоны, CO, NO) способны проникать в клетку за счёт диффузии. Рецепторы таких гормонов обычно являются растворимыми цитоплазматическими или ядерными белками. После связывания лиганда с рецептором информация об этом событии передаётся дальше по цепи и приводит к формированию первичного и вторичного клеточного ответа.

### Механизмы активации рецепторов
Если внешняя сигнальная молекула воздействует на рецепторы клеточной мембраны и активирует их, то последние передают полученную информацию на систему белковых компонентов мембраны, называемую каскадом передачи сигнала. Мембранные белки каскада передачи сигнала подразделяют на:
- белки-преобразователи, связанные с рецепторами
- ферменты-усилители, связанные с белками-преобразователями (активируют вторичные внутриклеточные посредники, переносящие информацию внутрь клетки).

Так действуют рецепторы, сопряженные с G-белками. Другие рецепторы (ионные каналы, рецепторы с протеинкиназной активностью) сами служат умножителями.

## Вторичные посредники
Вторичные посредники (англ. second messenger) — это низкомолекулярные вещества, которые образуются или высвобождаются в результате ферментативной активности одного из компонентов цепи передачи сигнала и способствуют его дальнейшей передаче и амплификации. Вторичные посредники характеризуются следующими свойствами: имеют небольшую молекулярную массу и с высокой скоростью диффундируют в цитоплазме; быстро расщепляются и быстро удаляются из цитоплазмы. Ко вторичным посредникам относятся:
- ионы кальция (Ca2+);
- циклический аденозинмонофосфат (цАМФ) и циклический гуанозинмонофосфат (цГМФ)
- инозитолтрифосфат
- липофильные молекулы (например, диацилглицерол);
- оксид азота (NO) (эта молекула выступает и в роли первичного посредника, проникающего в клетку извне).

Иногда в клетке образуются и третичные посредники. Так, обычно ионы Ca2+ выступают в роли вторичного посредника, но при передаче сигнала с помощью инозитолтрифосфата (вторичный посредник) выделяющиеся при его участии из ЭПР ионы Ca2+ служат третичным посредником.

## Механизм
Передача сигнала предполагает примерно следующую схему:
1. взаимодействие внешнего агента (стимула) с клеточным рецептором,
2. активация эффекторной молекулы, находящейся в мембране и отвечающей за генерацию вторичных посредников,
3. образование вторичных посредников,
4. активация посредниками белков-мишеней, вызывающих генерацию следующих посредников,
5. исчезновение посредника.

## Сигнальные пути
Иногда активация рецептора внешним стимулом сразу приводит к ответу клетки. Например, когда нейротрансмиттер ГАМК активирует свой рецептор, входящий в состав ионного канала на поверхности нейрона, канал начинает пропускать ионы хлорида, что приводит к изменению мембранного потенциала всей клетки. В других случаях активация рецептора лишь инициирует цепь событий, передающих регуляторный стимул внутри клетки через более или менее длинную цепь посредников. Такая цепь называется сигнальным путём.
Сигнальный путь Notch относительно короток. Активация этого рецептора позволяет протеазе расщепить его, часть белка может затем попасть в клеточное ядро и выполнять функции регулятора транскрипции. В результате клетка начинает синтезировать другие белки и изменяет своё поведение. Более сложный сигнальный путь инициируют факторы роста. Некоторые из их рецепторов являются киназами и после активации фосфорилируют себя и другие белки, тем самым изменяя способность к межбелковому взаимодействию. Например, эпидермальный фактор роста, связывая свой рецептор, активирует его аутокаталитическое фосфорилирование. Фосфорилированный рецептор может связывать адапторный белок GRB2, передающий сигнал на следующий посредник. Далее это может привести к активации сигнального пути Ras-MAPK/ERK. В нём киназа MAPK/ERK (митоген-активируемая протеинкиназа) может далее активировать фактор транскрипции C-myc и изменять функционирование ряда генов, влияющих на клеточный цикл.